# Округ Парк (Монтана)
Парк (енгл. Park County) је округ у америчкој савезној држави Монтана.

## Демографија
По попису из 2010. године број становника је 15.636, што је 58 (-0,4%) становника мање него 2000. године.
| Група             | 2000.          | 2010.          |
| Белци             | 14.994 (95,5%) | 14.893 (95,2%) |
| Афроамериканци    | 63 (0,4%)      | 21 (0,1%)      |
| Азијати           | 56 (0,4%)      | 52 (0,3%)      |
| Хиспаноамериканци | 288 (1,8%)     | 325 (2,1%)     |
| Укупно            | 15.694         | 15.636         |